# Być przy tobie
Być przy tobie – piąty studyjny album zespołu Universe wydany w 1994 roku przez Silverton.
Największymi przebojami okazały się "W perły zmienić deszcz" oraz zaśpiewany wspólnie z Beatą Kozidrak "Tyle chciałem ci dać"

## Lista utworów
| 1.  | "W perły zmienić deszcz"                                       |  |
|     | - muz. i sł. Mirosław Breguła                                  |  |
| 2.  | "Wszystko po to aby być przy tobie"                            |  |
|     | - muz. Mirosław Breguła i Henryk Czich, sł. Mirosław Breguła   |  |
| 3.  | "Gdzieś"                                                       |  |
|     | - muz. Mirosław Breguła i Henryk Czich, sł. Mirosław Breguła   |  |
| 4.  | "Espania Mi Amor"                                              |  |
|     | - muz. Mirosław Breguła i Henryk Czich, sł. Mirosław Breguła   |  |
| 5.  | "Jestem obok Ciebie"                                           |  |
|     | - muz. i sł. Henryk Czich                                      |  |
| 6.  | "Niby bracia"                                                  |  |
|     | - muz. Mirosław Breguła, sł. Mirosław Breguła i Adam Lakota    |  |
| 7.  | "Chiny"                                                        |  |
|     | - muz. i sł. Henryk Czich i Mirosław Breguła                   |  |
| 8.  | "Zawsze ze mną bądź"                                           |  |
|     | - muz. i sł. Adam Lakota                                       |  |
| 9.  | "Przyjdź do mnie"                                              |  |
|     | - muz. i sł. Adam Lakota                                       |  |
| 10. | "Kolorowa gazeta"                                              |  |
|     | - muz. Mirosław Breguła, sł. Jacek Skubikowski                 |  |
| 11. | "Tyle chciałem Ci dać"                                         |  |
|     | - muz. Mirosław Breguła, sł. Mirosław Breguła i Beata Kozidrak |  |
| 12. | "Więc chodź"                                                   |  |
|     | - muz. i sł. Mirosław Breguła                                  |  |

## Twórcy
- Mirosław Breguła − vocal, gitara akustyczna, instrumenty klawiszowe, aranżacje
- Henryk Czich - vocal, instrumenty klawiszowe
- Dariusz Kozakiewicz - gitara solowa
- Stanisław Witta - instrumenty klawiszowe
- Stefan Sendecki - instrumenty klawiszowe
- Michał Kuczera - gitara solowa
- Dariusz Budkiewicz - gitara basowa
- Sebastian Noszyło - perkusja
- Zbigniew Malecki, Andrzej Prugar - realizacja nagrań